# Champagne-en-Valromey
Champagne-en-Valromey és un municipi francès situat al departament de l'Ain i a la regió d'Alvèrnia-Roine-Alps. L'any 2007 tenia 716 habitants.

## Demografia

### Població
El 2007 la població de fet de Champagne-en-Valromey era de 716 persones. Hi havia 256 famílies de les quals 85 eren unipersonals (52 homes vivint sols i 33 dones vivint soles), 78 parelles sense fills, 82 parelles amb fills i 11 famílies monoparentals amb fills.
La població ha evolucionat segons el següent gràfic:
Habitants censats

### Habitatges
El 2007 hi havia 370 habitatges, 263 eren l'habitatge principal de la família, 64 eren segones residències i 44 estaven desocupats. 293 eren cases i 77 eren apartaments. Dels 263 habitatges principals, 178 estaven ocupats pels seus propietaris, 74 estaven llogats i ocupats pels llogaters i 10 estaven cedits a títol gratuït; 2 tenien una cambra, 13 en tenien dues, 45 en tenien tres, 63 en tenien quatre i 140 en tenien cinc o més. 196 habitatges disposaven pel capbaix d'una plaça de pàrquing. A 129 habitatges hi havia un automòbil i a 109 n'hi havia dos o més.

### Piràmide de població
La piràmide de població per edats i sexe el 2009 era:
| Homes | Edats   | Dones |
| ----- | ------- | ----- |
| 0     | 95 o +  | 4     |
| 4     | 90 a 94 | 16    |
| 4     | 85 a 89 | 16    |
| 4     | 80 a 84 | 20    |
| 28    | 75 a 79 | 28    |
| 16    | 70 a 74 | 20    |
| 32    | 65 a 69 | 28    |
| 12    | 60 a 64 | 28    |
| 20    | 55 a 59 | 4     |
| 12    | 50 a 54 | 16    |
| 20    | 45 a 49 | 16    |
| 16    | 40 a 44 | 16    |
| 40    | 35 a 39 | 12    |
| 20    | 30 a 34 | 20    |
| 24    | 25 a 29 | 16    |
| 8     | 20 a 24 | 12    |
| 12    | 15 a 19 | 8     |
| 20    | 10 a 14 | 20    |
| 8     | 5 a 9   | 16    |
| 16    | 0 a 4   | 20    |

## Economia
El 2007 la població en edat de treballar era de 396 persones, 256 eren actives i 140 eren inactives. Les 256 persones actives estaven ocupades(143 homes i 113 dones).. De les 140 persones inactives 48 estaven jubilades, 25 estaven estudiant i 67 estaven classificades com a «altres inactius».

### Ingressos
El 2009 a Champagne-en-Valromey hi havia 289 unitats fiscals que integraven 661,5 persones, la mediana anual d'ingressos fiscals per persona era de 15.545 €.

### Activitats econòmiques
Dels 60 establiments que hi havia el 2007, 1 era d'una empresa extractiva, 4 d'empreses alimentàries, 2 d'empreses de fabricació d'altres productes industrials, 7 d'empreses de construcció, 10 d'empreses de comerç i reparació d'automòbils, 4 d'empreses de transport, 3 d'empreses d'hostatgeria i restauració, 3 d'empreses financeres, 1 d'una empresa immobiliària, 10 d'empreses de serveis, 10 d'entitats de l'administració pública i 5 d'empreses classificades com a «altres activitats de serveis».
Dels 15 establiments de servei als particulars que hi havia el 2009, 1 era una gendarmeria, 1 oficina de correu, 3 oficines bancàries, 1 taller de reparació d'automòbils i de material agrícola, 1 guixaire pintor, 1 fusteria, 2 lampisteries, 2 electricistes, 2 perruqueries i 1 restaurant.
Dels 7 establiments comercials que hi havia el 2009, 1 era una botiga de més de 120 m², 3 fleques, 1 una fleca, 1 una llibreria i 1 una joieria.
L'any 2000 a Champagne-en-Valromey hi havia 17 explotacions agrícoles que ocupaven un total de 1.792 hectàrees.

## Equipaments sanitaris i escolars
L'únic equipament sanitari que hi havia el 2009 era una farmàcia.
El 2009 hi havia una escola elemental.

## Poblacions més properes
El següent diagrama mostra les poblacions més properes.